# Cañaveral (kommunhuvudort i Spanien, Extremadura, Provincia de Cáceres, lat 39,79, long -6,39)
Cañaveral är en kommunhuvudort i Spanien.   Den ligger i provinsen Provincia de Cáceres och regionen Extremadura, i den centrala delen av landet, 240 km väster om huvudstaden Madrid. Cañaveral ligger 368 meter över havet och antalet invånare är 1 271.
Terrängen runt Cañaveral är kuperad norrut, men söderut är den platt. Runt Cañaveral är det mycket glesbefolkat, med 5 invånare per kvadratkilometer. Närmaste större samhälle är Torrejoncillo, 13,3 km nordväst om Cañaveral. Omgivningarna runt Cañaveral är huvudsakligen savann.